# Інвалідність

Знак, який використовують для позначення об'єктів, адаптованих для людей з інвалідністю.

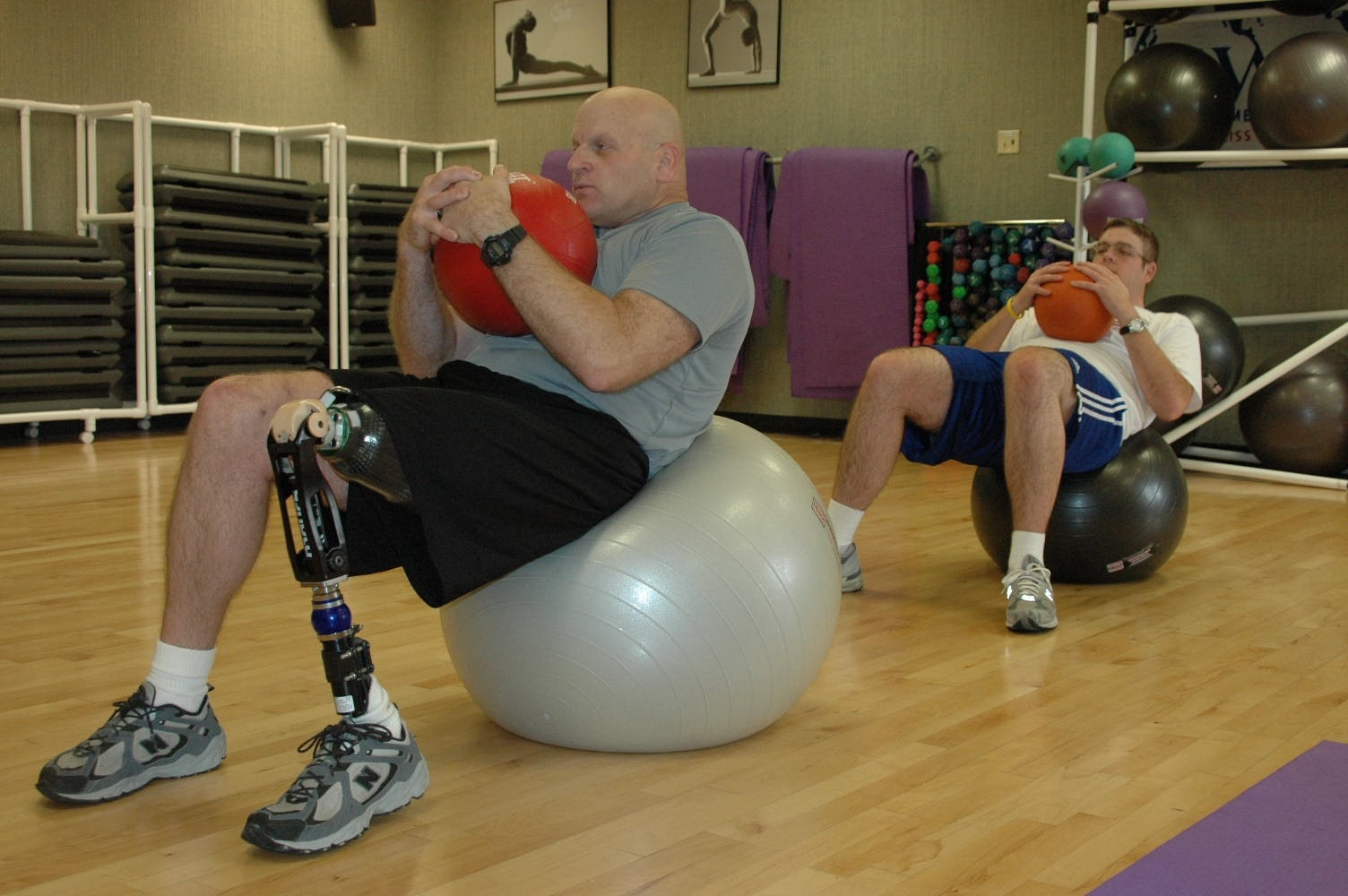
Американський військовий, що отримав інвалідність під час війни в Іраку, та його син.

Інвалі́дність — термін, що поєднує різні порушення, обмеження активності та перешкоди щодо можливої участі людини в житті суспільства.

## Термінологія
Прийнято розрізняти такі ключові поняття:
- Порушення: будь-яка втрата психічної, фізіологічної або анатомічної структури або функції, або відхилення від неї;
- Інвалідність: обмеженість конкретного індивідуума, що випливає з дефекту, що перешкоджає, або позбавляє його можливості виконувати дії, які вважають для цього індивідуума нормальними в залежності від вікових, статевих, соціальних і культурних факторів;
- Непрацездатність: обмеженість конкретного індивідуума, яку спричинює дефект, або інвалідність.

З радянських часів вживали термін «інвалід» (означає «непридатний»), який являє собою ярлик, що підкреслює інакшість та безпорадність людини. В наш час поширений коректніший термін «людина з інвалідністю», використаний у Конвенції ООН про права осіб з інвалідністю. В цьому словосполученні перше місце відводиться людині, а не її ознакам чи соціальному статусу. 
Громадські організації людей з інвалідністю вважають, що важливо вживати коректну щодо осіб з інвалідністю термінологію: «людина із затримкою в розвитку» (а не «недоумкуватий», «розумово неповноцінний»), «переніс поліомієліт» (а не «жертва поліомієліту»), «використовує інвалідний візок» (а не «прикутий до інвалідного візка»), «дитина з ДЦП» (а не «страждає на ДЦП»), «зі слабким слухом» (а не «глухонімий»). Ці терміни коректніші, тому що послаблюють поділ на «здорових» і «хворих» і не викликають жалості, або негативних емоцій. Пізніше, у рамках «створення ефективної системи запобігання та протидії дискримінації» та плану заходів з реалізації Національної стратегії у сфері прав людини на період до 2020 року слова «інвалід», «особа з обмеженими фізичними можливостями», «інвалід війни» та «дитина-інвалід» в усіх відмінках і числах замінили в 44 законах відповідно словами «особа з інвалідністю».

## Причини
У залежності від тяжкості в Україні розрізняють три групи інвалідності: I, II і III. І групу поділяють на ІА і ІБ підгрупи. При настанні інвалідності призначають пенсії, встановлюють інші види соціального захисту й пільги. Законодавство розрізняє причини інвалідності, які тягнуть за собою різні правові наслідки:
- Загальне захворювання;
- Каліцтво, трудове або професійне захворювання;
- Поранення (контузії), каліцтво, яке одержано при захисті Вітчизни або при виконанні інших обов'язків військової служби, або захворювання пов'язані з перебуванням на фронті;
- Каліцтво, одержане в результаті нещасного випадку, не зв'язаного з виконанням обов'язків військової служби або захворювання.

Причинами інвалідності є загальне захворювання, трудове каліцтво, професійне захворювання, інвалідність з дитинства; для військовослужбовців — поранення, контузія, одержані при захисті Батьківщини чи при виконанні інших обов'язків військової служби, або захворювання, пов'язане з перебуванням на фронті, або каліцтво внаслідок нещасного випадку, не пов'язаного з виконанням обов'язків військової служби, чи захворювання, не пов'язане з перебуванням на фронті, а в спеціально передбачених законодавством випадках — захворювання, набуте при виконанні обов'язків військової служби. Ступінь обмеження життєдіяльності людини, причину, час настання, групу інвалідності визначає медико-соціальна експертиза (ст. 2 Закону України «Про основи соціальної захищеності інвалідів в Україні», Постанова Кабінету міністрів України від 03 грудня 2009 року № 1317 — «Питання медико-соціальної експертизи»).

## Групи інвалідності
Група інвалідності — ступінь постійної чи продовжуваної втрати працездатності. Встановлює групу інвалідності медико-соціальна експертна комісія. Встановлюють три групи інвалідності — I, II, III. Основою для встановлення групи інвалідності є медичні показники стану здоров'я.

### I група інвалідності
Нездатність до самообслуговування, нездатність самостійно пересуватися та повна залежність від інших осіб, нездатність до навчання, нездатність до трудової діяльності, нездатність до орієнтації (дезорієнтація), нездатність до спілкування, нездатність контролювати свою поведінку.

### II група інвалідності
Здатність до самообслуговування з використанням допоміжних засобів та за допомогою інших осіб, здатність самостійно пересуватися з використанням допоміжних засобів та (чи) за допомогою інших осіб, здатність до навчання тільки у спеціальних навчальних закладах або за спеціальними програмами в домашніх умовах, здатність до виконання трудової діяльності у спеціально створених умовах з використанням допоміжних засобів та (чи) спеціально обладнаного робочого місця, за допомогою інших осіб, здатність до орієнтації, що потребує допомоги інших осіб, здатність до спілкування з використанням допоміжних засобів та (чи) за допомогою інших осіб, здатність частково чи повністю контролювати свою поведінку тільки за допомогою сторонніх осіб.

### III група інвалідності
Здатність до самообслуговування з використанням допоміжних засобів, здатність самостійно пересуватися з тривалішою витратою часу, пересування з зупинками і скорочення відстані, здатність до навчання в навчальних закладах загального типу при дотриманні спеціального режиму навчального процесу та (чи) з використанням допоміжних засобів, за допомогою інших осіб (крім персоналу, який навчає), здатність до виконання трудової діяльності за іншою спеціальністю при відсутності зниження кваліфікації чи зменшенні обсягу виробничої діяльності та неможливості виконання роботи за своєю попередньою професією, здатність до орієнтації за умови використання допоміжних засобів, здатність до спілкування, що характеризується зниженням швидкості, зменшенням обсягу засвоєння, отримання та передання інформації, часткове зниження здатності самостійно контролювати свою поведінку.

## Статистика інвалідності
За оцінками ВООЗ, понад 1 мільярд людей, близько 15 % світового населення, мають певну форму інвалідності. Від 110 до 190 мільйонів дорослих людей мають значні труднощі у щоденному функціонуванні. Рівень інвалідності збільшується через старіння населення та збільшується при хронічних станах здоров’я, серед інших причин.
Люди з інвалідністю мають менший доступ до медичних послуг і тому відчувають незадовільні потреби в охороні здоров'я.
Стаття 25 Конвенції ООН про права людей з інвалідністю (CRPD) посилює право осіб з інвалідністю на досягнення найвищого рівня медичної допомоги без дискримінації.

### Статистика інвалідності в Україні
За даними Державного комітету статистики України, на початок 1999 року в Україні налічувалося понад 2,5 мільйони осіб, офіційно визнаних людьми з інвалідністю, тобто близько 5 % усього населення країни. На початку 1990-х років загальна кількість людей з інвалідністю у країні становила трохи менше 3 % населення (близько 1,5 мільйони осіб). Станом на 1 січня 2002 року вона становила 2 мільйони 659 тисяч, що дорівнювало 5,5 % від населення України. Станом на 2008 рік в Україні працювало понад 500 тис. осіб з обмеженими можливостями, що становить 20 % загальної чисельності людей з інвалідністю або 38 % чисельності людей з інвалідністю працездатного віку.
За даними Міністерства охорони здоров'я України, станом на початок 2023 року, загальна кількість людей з інвалідністю складала 2 721 691 осіб, що становить 6,6 % від населення України. Протягом року кількість нових випадків інвалідності зросла на 10 %, що дорівнює 230 685 осіб. З них 60 % – це чоловіки, а 40 % – жінки. Згідно зі звітом, найбільшу частку людей з інвалідністю становлять особи віком від 40 до 60 років.

## Права людей з інвалідністю та інтеграція в суспільство
Інвалідність — не властивість людини, а перешкоди, які виникають через неї у суспільстві. На причини цих перешкод існують різні погляди, з яких два найпоширеніші:
- Медична модель вбачає причини труднощів людей з інвалідністю в їхніх обмежених можливостях.

Відповідно до неї, люди з інвалідністю не можуть робити щось, що характерно для звичайної людини, і тому змушені долати труднощі інтеграції в суспільстві. Відповідно до цієї моделі, потрібно їм допомагати, створюючи для них особливі установи, де вони могли б на доступному їм рівні працювати, спілкуватися та отримувати різноманітні послуги. Таким чином, медична модель виступає за ізоляцію людей з інвалідністю від решти суспільства, сприяє дотаційному підходу до економіки людей з інвалідністю.
Медична модель довгий час переважала в поглядах суспільства, тому люди з інвалідністю здебільшого виявлялися ізольованими та дискримінованими.
- Соціальна модель припускає, що труднощі створюються суспільством, що не передбачають участі в загальній діяльності, в тому числі й людей з різними обмеженнями.

Така модель закликає до інтеграції людей з інвалідністю у суспільство, пристосування умов для їхнього життя в суспільстві. Це включає створення так званого доступного середовища (пандусів і спеціальних підйомників, для сліпих дублювання візуальної та текстової інформації за Брайлем, дублювання звукової інформації для глухих жестовою мовою), а також підтримка заходів, що сприяють працевлаштуванню у звичайні організації, навчання суспільства навичкам спілкування з людьми з інвалідністю.
Зазвичай виділяють дві головні концептуальні моделі інвалідності. Медична модель розглядає інвалідність як властивість, притаманну людині в результаті хвороби, травми, або іншого впливу на стан здоров'я, що вимагає медичної допомоги у вигляді безпосереднього лікування у фахівців. Інвалідність за цією моделлю вимагає медичного чи іншого лікування. З іншого боку, соціальна модель розглядає інвалідність як соціальну проблему, а не як властивість людини. Відповідно до соціальної моделі, інвалідність вимагає політичного втручання, оскільки проблема виникає через непристосованість соціального середовища, спричиненого ставленням та іншими властивостями соціального оточення.
Самі по собі, ці моделі недостатні, хоча обидві вони частково обґрунтовані. Інвалідність — це складний феномен, який є проблемою як на рівні організму людини, так і на соціальному рівні. Інвалідність завжди є взаємодією між властивостями людини та властивостями оточення, в якому ця людина проживає. Деякі аспекти інвалідності є повністю внутрішніми для людини, інші ж, навпаки, лише зовнішніми. Іншими словами, медична та соціальна концепції підходять для розв'язання проблем, пов'язаних з інвалідністю, і ми не можемо відмовлятися від жодної з них. Найкраща модель інвалідності, таким чином, буде становити собою синтез усього найкращого з медичної та соціальної моделей, не здійснюючи притаманних їм помилок у звуженні цілісного, комплексного поняття інвалідності до того чи іншого аспекту. Міжнародна класифікація функціювання, обмежень життєдіяльності та здоров'я (МКФ) ґрунтується на такій моделі, що поєднує медичний і соціальний аспекти.

### Міжнародні документи про права людей з інвалідністю
- ООН:
  - Декларація про права розумово відсталих осіб[11], 1971.
  - Декларація про права інвалідів[12], 1975.
  - Стандартні правила щодо урівняння можливостей інвалідів[13], 1993.
  - Конвенція про права осіб з інвалідністю[14], 2006.
- ВООЗ:
  - Всесвітня доповідь про інвалідність[15], 2011.
- МОП:
  - Конвенція про професійну реабілітацію та зайнятість інвалідів[16]
- Рада Європи:
  - Рекомендація щодо правового захисту недобровільно госпіталізованих осіб з психічними розладами[17] , 1983 рік.
  - Інші рекомендації та резолюції[18]

## Соціальний та економічний захист людей з інвалідністю в Україні

### Пільги
Особам з інвалідністю належаться певні пільги щодо пристосування житла, транспорту, адаптивного обладнання, працевлаштування, навчання, тощо.

### Пенсія
В Україні людям з інвалідністю передбачені пенсії, які нараховують у двох випадках:
- Трудове каліцтво або професійне захворювання;
- Загальне захворювання.

Пенсію з інвалідності в залежності від групи інвалідності призначують у таких розмірах:
- Людям з інвалідністю I групи — 100 відсотків пенсії за віком;
- Людям з інвалідністю II групи — 90 відсотків пенсії за віком;
- Людям з інвалідністю III групи — 50 відсотків пенсії за віком.

На відміну від пенсій за віком, пенсії з інвалідності призначають не безстроково на час інвалідності, встановленої органами медично-соціальної експертизи. Лише чоловікам старшим за 60 років та жінкам старшим за 55 років пенсію з інвалідності призначають безстроково.

### Працевлаштування
Конституція України гарантує право на працю осіб із інвалідністю. Також Україна ратифікувала низку міжнародних актів, що мають запобігати дискримінації осіб у сфері праці, зокрема, Конвенції МОП № 159 «Про професійну реабілітацію інвалідів», № 173 «Про захист вимог працівників у випадку неплатоспроможності роботодавця»; Декларації ООН «Про права розумово відсталих осіб», «Про права інвалідів», «Про стандартні правила забезпечення рівних можливостей для інвалідів», Конвенцію про права інвалідів та ін. Попри це, роботодавці в Україні часто ігнорують ці норми.

## Соціальний статус
Людина з інвалідністю. — особа із стійким розладом функцій організму, зумовленим захворюванням, травмою, або з уродженими дефектами, які обмежують її життєдіяльність. Залежно від ступеня втрати здоров'я встановлюють одну з трьох груп інвалідності: перша, друга, третя. Повторний огляд із стійкими, оборотними морфологічними змінами, порушеннями функцій органів і систем організму з метою визначення ефективності відповідного лікування та реабілітаційних заходів, стану здоров'я і ступеня соціальної адаптації проводять через 1 рік.

## Соціальна адаптація
Група інвалідності без зазначення терміну повторного огляду встановлюють громадянам при анатомічних дефектах, стійких, необоротних морфологічних змінах та порушеннях функцій органів і систем організму, неефективності реабілітаційних заходів, неможливості відновлення соціальної адаптації, несприятливому прогнозі динаміки працездатності з урахуванням реальних соціально-економічних обставин у районі проживання людини з інвалідністю, а також людям інвалідам, у яких термін огляду настає для чоловіків після досягнення шістдесяти років, жінок — п'ятдесяти п'яти років.

## Професійна реабілітація людей з інвалідністю
Люди з інвалідністю мають законодавчу можливість пройти професійно-медичну реабілітацію та набути корисну соціально-значущу професію у Всеукраїнському центрі професійної реабілітації інвалідів, а також у Вінницькому міжрегіональному центрі професійної реабілітації інвалідів Поділля.

## Програмне забезпеченнядля людей з інвалідністю

### Порушення слуху
- Візуальні сповіщувачі
- Конвертори тексту в сурдопотік

### Порушення зору
Різні озвучувачі тексту, або просто програми, що мають голосовий інтерфейс. Використовують як платні, так і безкоштовні голосові рушії.
За джерела тексту:
- Читалки відкритого файлу
- Читалки буфера обміну

За форматом файлів:
- Web-браузери
- Читалки doc, rtf, HTML тексту

### Порушення опорно-рухового апарату
Різне електронне устаткування і програмне забезпечення для роботи з комп'ютерною технікою.
- Можливе використання пристроїв телеприсутності, наприклад R.Bot 100[21], для взаємодії з людьми, які знаходяться в іншому місці.
- Програма Radmin для віддаленого керування комп'ютером[22]
- Програми для керування комп'ютером без рук Freetrack[23].

### Комплексні підходи
Microsoft Windows, «Спеціальні можливості»
Mac OS X, «Універсальний доступ»